# Ebrahim Taghipour
Ebrahim Taghipour (Sari, Irán; 23 de septiembre de 1976) es un exfutbolista de Irán que jugaba en la posición de defensa.

## Carrera

### Club
| Periodo   | Club                  |
| --------- | --------------------- |
| 1999-2000 | Persepolis FC         |
| 2000–2005 | Zob Ahan FC           |
| 2005–2006 | Esteghlal Ahvaz       |
| 2006–2007 | Mes Kerman FC         |
| 2007–2008 | Pegah Gilan FC        |
| 2008–2009 | Esteghlal FC          |
| 2009–2010 | FC Nassaji Mazandaran |
| 2010–2012 | Sanat Sari FC         |

### Selección nacional
Jugó para Irán en ocho ocasiones de 2003 a 2004 y anotó dos goles; participó en la Copa Asiática 2004.

## Logros
- Iran Pro League (2): 1999-2000, 2008-09
- Copa Hazfi (1): 2002-03